# Kombination (Klettern)

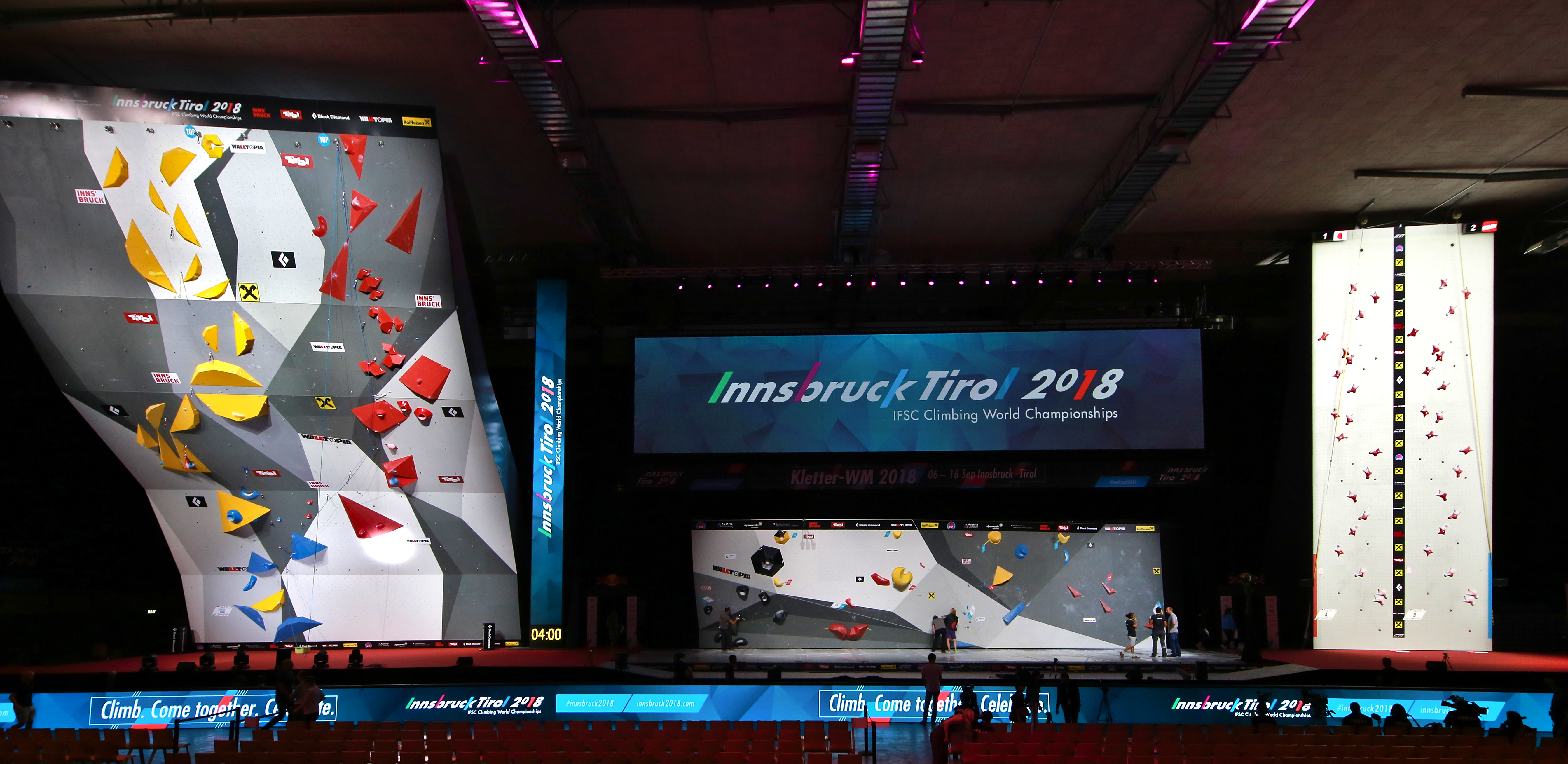
Wettkampfstätte für Kombination bei der Weltmeisterschaft 2018. Von links nach rechts: Lead, Boulder, Speed

Die Kombination im Klettern ist ein Wettkampf, welcher als Mehrkampfsportart mehrere Disziplinen des Kletterns vereint. Unterschieden werden die Dreifachkombination (auch olympische Kombination oder engl. olympic combined genannt) aus Bouldern, Leadklettern und Speedklettern, und die Zweifachkombination Boulder & Lead.
Teilweise wird bei Wettkämpfen mit mehreren Disziplinen eine zusätzliche, zusammengesetzte Gesamtwertung aller Einzeldisziplinen durchgeführt. Dies wird als Kombinationswertung (engl. Combined Ranking) bezeichnet.

## Geschichte
Auf Grund eines Vorschlages der Organisatoren beschloss das Internationale Olympische Komitee, Sportklettern neben vier weiteren neuen Sportarten in das Programm für die Sommerspiele 2020 aufzunehmen. Allerdings wollten sie dabei die Anzahl der Gesamtathleten und Medaillenentscheidungen möglichst gering halten und entschieden, nur zwei Wettbewerbe, einen pro Geschlecht, im Klettern auszutragen. Daraufhin entwickelten sieben Kletterverbände für das IFSC bei ihrer Versammlung in Kanada ein Wettkampfformat speziell für die Olympischen Spiele.
Sie gaben das Programm am 11. März 2017 bekannt. Es kam daraufhin bei der Jugend- und Junioren-Weltmeisterschaft 2017 und der Kletterweltmeisterschaft 2018, beide in Innsbruck, zum Einsatz. Außerdem fand bei den Olympischen Jugend-Sommerspielen 2018 vom 6. bis 18. Oktober in Buenos Aires ein Wettbewerb in der Kombination statt, bevor das Klettern bei den Sommerspielen 2020 sein olympisches Debüt hatte.
Ab der Saison 2022 wurde das Format in Boulder & Lead umbenannt, Speed fiel aus der Kombination heraus und wird als getrennter Wettkampf abgehalten. Beim Kletterweltcup 2022 in Morioka wurde das Format erstmals bei einem weltweiten Wettbewerb ausgetragen, Sieger waren Ai Mori und Tomoa Narasaki.
Bei den Olympischen Sommerspielen 2024 wurden für Boulder & Lead und Speed jeweils eigene Wettbewerbe abgehalten.
Bei den Olympischen Sommerspielen 2028 werden alle drei Disziplinen Boulder, Lead und Speed als eigene Wettbewerbe abgehalten.

## Teildisziplinen
Bei allen Disziplinen versuchen die Athleten nach Einnahme einer Startposition das Top, also den höchsten G..riff der Route, zu erreichen.

### Lead
Beim Leadklettern müssen Athleten eine Route durchsteigen und dabei jede Zwischensicherung einhängen, ohne die Sicherungskette zu belasten (also zu stürzen). Die Kletterer werden von einer neutralen Person gesichert. Die Startposition wird mit vier Tapestreifen gekennzeichnet, für jeden Streifen muss je eine Gliedmaße den Griff bzw. Tritt berühren.
Eine Lead-Route ist mindestens 15 m lang und 3 m breit. Leadwände sind in der Regel ausschließlich oder überwiegend überhängend konstruiert, der Schwierigkeitsgrad beträgt bis zu XI/XI+ (UIAA). Im Vergleich zu den anderen Disziplinen erfordert Lead ein besonderes Maß an Ausdauer und Kraft, zudem wird eine gute Intuition der Bewegungsabläufe verlangt.

### Bouldern
Beim Bouldern wird in Absprunghöhe, in der Regel bis zu 4,5 m, über Matten geklettert, die Kletterer sind nicht weiter gesichert. Die Startposition wird wie beim Lead gekennzeichnet.
Boulderrouten fordern eine hohe Maximalkraft und Geschick. Die einzelnen Routen einer Runde fokussieren sich häufig auf eine jeweilige Teiltechnik: Plattige Wände mit kleinen Griffen benötigen Gleichgewicht und Trittsicherheit, schmale Leisten Fingerkraft, und starke Überhänge und weite Züge Sprungtechnik und Maximalkraft. Der moderne Routenbau mit großen Griffen und Sprüngen verlangt besondere Koordination und wird auch als „Wettkampfstil“ (engl. Competition bzw. Comp Style) bezeichnet.

### Speed (bis 2021)

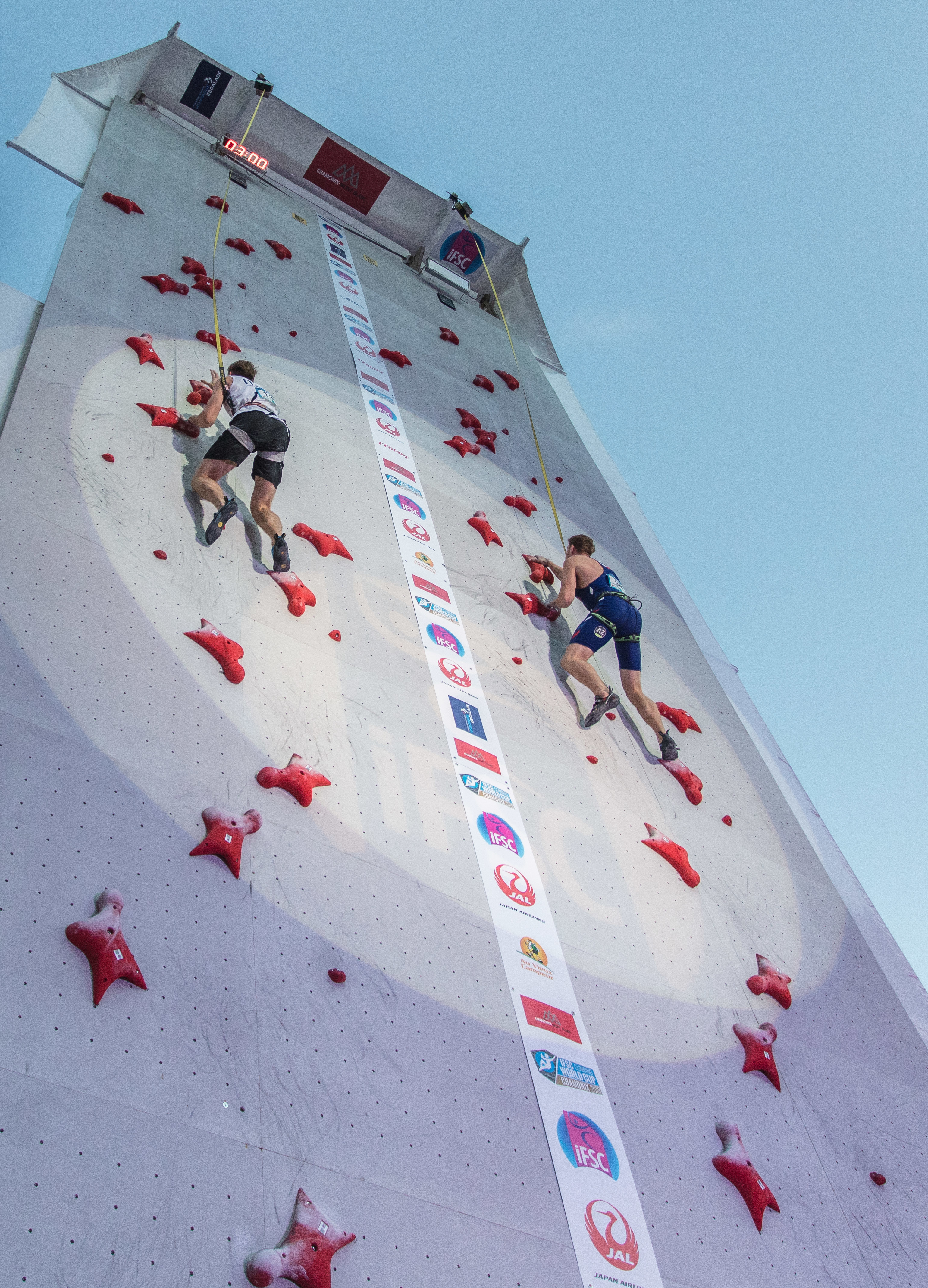
Speed-Weltcup 2018 in Chamonix

Beim Speedklettern versuchen die Athleten, möglichst schnell eine Route im Schwierigkeitsgrad VII (UIAA) zu durchklettern. Die Wand ist 15 m hoch und hat einen Überhang von 5 Prozent. Die verwendeten Griffe und deren Positionen sind normiert und bei jedem Wetterbewerb soweit möglich identisch.
Die Zeitnahme erfolgt automatisch: Die Kletterer starten mit einem Fuß auf einer drucksensitiven Platte und versuchen nach dem Startsignal möglichst rasch die obere Platte zu berühren. Die Sicherung erfolgt von oben über ein automatisches Sicherungsgerät.
Das Speedklettern erfordert vor allem explosive Maximalkraft und Präzision.

## Boulder & Lead (ab 2022)

### Wertung
In beiden Kategorien können jeweils bis zu 100 Punkte pro Runde erreicht werden. Für das Gesamtergebnis werden die beiden Werte addiert.
Boulder
Zur Wertung werden ein Top und zwei Zones herangezogen. Zone-Griffe müssen mit mindestens einer Hand, der Top-Griff mit beiden Händen kontrolliert werden. Punkte werden für den höchsten der drei erreichten Wertungsgriffe Top (25), zweite Zone (10) oder erste Zone (5) vergeben. Es ist nicht zwingend erforderlich, die Zwischenwertungspunkte auch zu erreichen.
Für jeden Versuch werden 0,1 Punkte abgezogen.
Lead
Für die jeweiligen Griffe werden, beginnend vom Top, absteigend Punkte vergeben. Die obersten zehn Griffe sind je vier Punkte wert, die nächsten zehn drei Punkte usw. Für ein Top, also ein Erreichen des höchsten Griffs und Einhängen der letzten Sicherung, gibt es 100 Punkte. Wenn der höchste Griff erreicht, die Sicherung jedoch nicht eingehängt wird, werden 99,9 Punkte vergeben. Wenn der letzte Griff benutzt wird, um zu einem weiteren, nicht erreichten Griff zu kommen, wird die Punktzahl um 0,1 aufgewertet.

### Runden
Qualifikation und Halbfinale (20 Athleten)
Je vier Boulder à fünf Minuten, ohne vorherige Beobachtung.
Je eine Lead-Route mit je sechs Minuten Beobachtungs- und Kletterzeit.
Finale (8 Athleten)
Vier Boulder à vier Minuten, mit vorheriger zweiminütiger Beobachtungszeit.
Eine Lead-Route mit je sechs Minuten Beobachtungs- und Kletterzeit.

## Olympische Kombination (2017–2021)

### Wertung
Die drei Disziplinen werden regulär nach den jeweiligen Wettkampfregeln abgehalten. Für die Gesamtwertung wurden die jeweiligen Platzierungen miteinander multipliziert. Die Athleten mit den niedrigsten Ergebnis rücken in die Finalrunde vor bzw. gewinnen den Wettkampf.
Speed
In der Qualifikation wird die beste erreichte Zeit gewertet. Im Finale wird ein K.o.-System angewandt, die jeweils langsamere Person scheidet aus. Bei Gleichstand in der Finalrunde wird der Lauf wiederholt.
Boulder
Bei jedem Boulder kann eine Zwischenwertung („Zone“) oder das Top erreicht werden. Der Zone-Griff muss mit mindestens einer Hand, der Top-Griff mit beiden Händen kontrolliert werden. Athleten werden zuerst nach Tops, dann nach Zones gereiht. Bei Gleichstand wird die Zahl der Versuche gewertet. Innerhalb des Zeitlimits dürfen beliebig viele Versuche unternommen werden.
Lead
Für jeden der meist etwa 50 Griffe gibt es einen Punkt, wenn der letzte Griff benutzt wird, um zu einem weiteren, nicht erreichten Griff zu kommen, wird dies durch ein „(+)“ hinter der Punktzahl aufgewertet. Für ein Top muss der höchste Griff gehalten und die oberste Sicherung eingehängt werden. Bei Gleichstand entscheidet das Ergebnis der Vorrunde.

### Runden
Qualifikation (20 Athleten)
Speed: Je ein Versuch auf der linken und rechten Route.
Boulder: Je vier Boulder à fünf Minuten, ohne vorherige Beobachtung.
Lead: Eine Lead-Route mit je sechs Minuten Beobachtungs- und Kletterzeit.
Finale (8 Athleten)
Speed: Vier K.o.-Runden.
Boulder: Vier Boulder à vier Minuten, mit vorheriger zweiminütiger Beobachtungszeit.
Lead: Eine Lead-Route mit je sechs Minuten Beobachtungs- und Kletterzeit.

## Kombinationswertung
Bei manchen Wettbewerben ohne Kombinationsformat wird stattdessen aus den Ergebnissen der Einzelwettbewerbe eine Kombinationswertung errechnet. Diese wurden bis 2021 aus den Werten für Speed, Boulder und Lead gewonnen, seit 2022 nur noch aus Boulder und Lead. Dies ist im Gegensatz zur Kombination kein eigenständiger Wettbewerb, sondern eine Zusatzwertung.

## Ergebnisse

### Jugend- und Juniorenweltmeisterschaft
Für Jugend- und Juniorenweltmeisterschaften werden die Athleten in drei Gruppen unterteilt:
- Youth B: 14–15 Jahre
- Youth A: 16–17 Jahre
- Juniors: 18–19 Jahre[27]

| Jahr                                         |                | Sieger                 | Zweiter           | Dritter          |
| -------------------------------------------- | -------------- | ---------------------- | ----------------- | ---------------- |
| 2017*                                        | Frauen Youth A | Sandra Lettner         | Ashima Shiarishi  | Brooke Raboutou  |
| 2017*                                        | Frauen Youth B | Natsuki Tanii          | Ai Mori           | Futaba Ito       |
| 2017*                                        | Frauen Juniors | Laura Stöckler         | Iuliia Panteleeva | Margo Hayes      |
| 2017*                                        | Männer Youth A | Sam Avezou             | Filip Schenk      | Petar Iwanow     |
| 2017*                                        | Männer Youth B | Semen Ovchinnikov      | Rei Kawamata      | Hidemasa Nishida |
| 2017*                                        | Männer Juniors | Meichi Narasaki        | Yoshiyuki Ogata   | Kai Lightner     |
| 2021†                                        | Frauen Youth A | Sara Copar             | Callie Close      | Liza Novak       |
| 2021†                                        | Frauen Youth B | Anastasia Sanders      | Anastasia Kobets  | Sina Willy       |
| 2021†                                        | Frauen Juniors | Emily Phillips         | Lucija Tarkus     | Mahya Darabian   |
| 2021†                                        | Männer Youth A | Edvards Gruzitis       | Toby Roberts      | Timotej Romšak   |
| 2021†                                        | Männer Youth B | Dillon Countryman      | Nikolay Rusev     | Timo Uznik       |
| 2021†                                        | Männer Juniors | Lawrence Bogeschdorfer | Hamish McArthur   | Johannes Hofherr |
| * Dreifachkombination; † Kombinationswertung |                |                        |                   |                  |

### Weltmeisterschaft

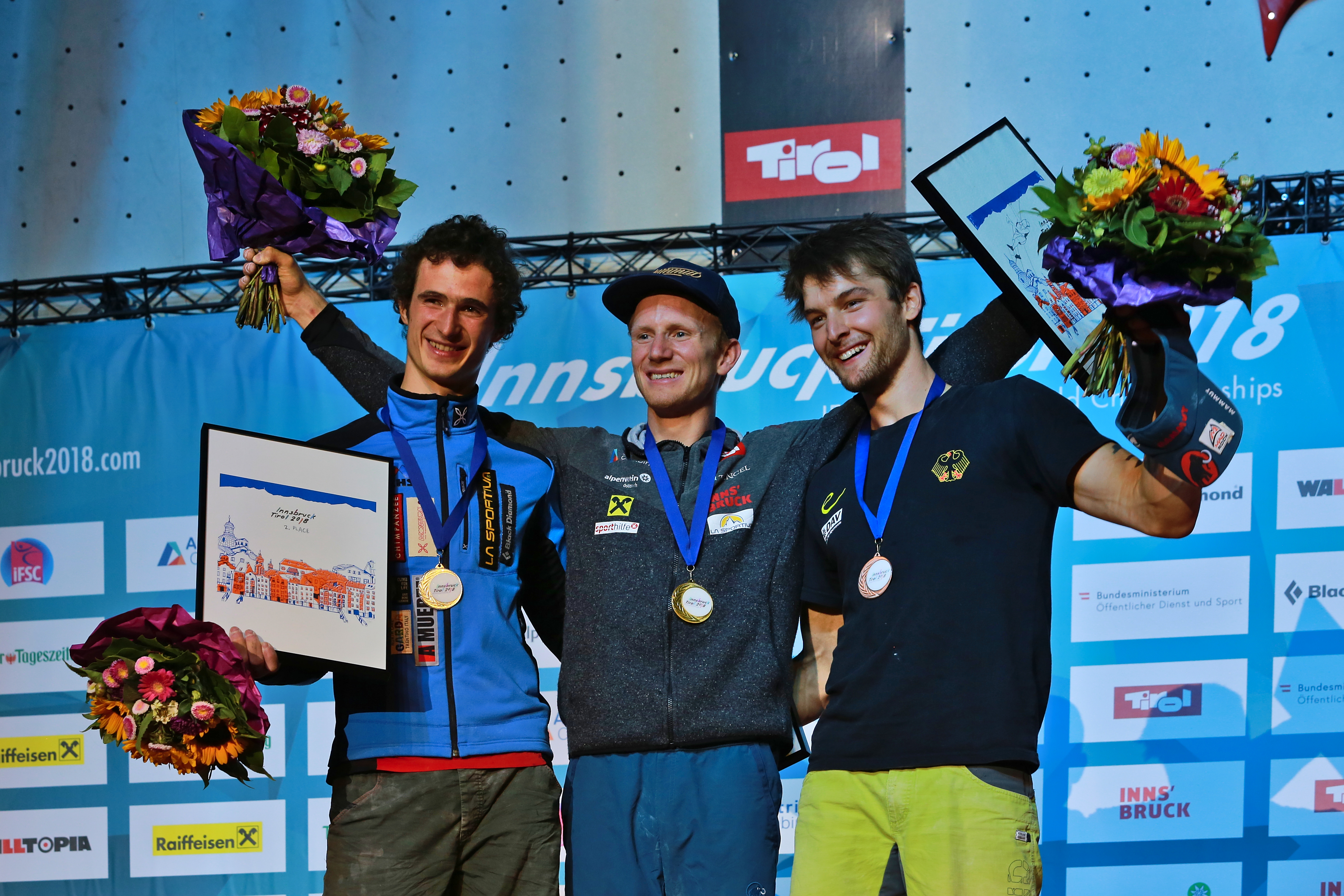
Die Sieger der Weltmeisterschaft 2018 bei den Herren: 1. Jakob Schubert, AT; 2. Adam Ondra, CZ: 3. Jan Hojer, DE

| Jahr                                         |        | Sieger         | Zweiter        | Dritter          |
| -------------------------------------------- | ------ | -------------- | -------------- | ---------------- |
| 2018*                                        | Frauen | Janja Garnbret | Sol Sa         | Jessica Pilz     |
| 2018*                                        | Männer | Jakob Schubert | Adam Ondra     | Jan Hojer        |
| 2019*                                        | Frauen | Janja Garnbret | Akiyo Noguchi  | Shauna Coxsey    |
| 2019*                                        | Männer | Tomoa Narasaki | Jakob Schubert | Rishat Khaibulin |
| 2021†                                        | Frauen | Jessica Pilz   | Mia Krampl     | Elnaz Rekabi     |
| 2021†                                        | Männer | Yannick Flohé  | Philipp Martin | Ukraine          |
| 2023                                         | Frauen | Janja Garnbret | Jessica Pilz   | Ai Mori          |
| 2023                                         | Männer | Jakob Schubert | Colin Duffy    | Tomoa Narasaki   |
| * Dreifachkombination; † Kombinationswertung |        |                |                |                  |

### Olympische Jugendspiele
| Jahr                  |        | Sieger         | Zweiter      | Dritter      |
| --------------------- | ------ | -------------- | ------------ | ------------ |
| 2018*                 | Frauen | Sandra Lettner | Vita Lukan   | Laura Lammer |
| 2018*                 | Männer | Keita Dohi     | Shuta Tanaka | Sam Avezou   |
| * Dreifachkombination |        |                |              |              |

### Olympische Sommerspiele
| Jahr                  |        | Gold                      | Silber                  | Bronze               |
| --------------------- | ------ | ------------------------- | ----------------------- | -------------------- |
| 2020 (Tokio)*         | Frauen | Janja Garnbret (SLO)      | Miho Nonaka (JPN)       | Akiyo Noguchi (JPN)  |
| 2020 (Tokio)*         | Männer | Alberto Ginés López (ESP) | Nathaniel Coleman (USA) | Jakob Schubert (AUT) |
| * Dreifachkombination |        |                           |                         |                      |